# Lappmarkens ecklesiastikverk
Lappmarkens ecklesiastikverk hade till uppgift att ansvara för insatser inom kyrkan och skolan i Lappmarken.
Under inflytande av den norska missionen, som leddes av Thomas von Westen, började frågan om en mission inom Lappmarken diskuteras under frihetstiden. Vid nästan alla frihetstidens riksdagar förekom överläggningar om den lapska missionen. Förordningen av 3 oktober 1723, "Om lappländarnes flitigare undervisning i kristendomen och skolornas inrättande där i orten", gav uppslaget till en ny organisation av Lappmarkens ecklesiastikverk. Det föreskrevs bland annat att alla lappmarkspräster skulle vara kunniga i lapska språket; brännvinsförsäljning vid marknaderna förbjöds; vid varje huvudkyrka i Lappmarken skulle en skola upprättas; lapska böcker skulle tryckas på offentlig bekostnad; visitationer skulle flitigt hållas.
12 januari 1739 tillsattes en särskild Direktion över Lappmarkens ecklesiastikverk, bestående av de riksråd, som var akademikanslerer, ärkebiskopen, justitiekanslern och justitieborgmästaren i Stockholm. Direktionen skulle i samråd med vederbörande landshövding och konsistorium utöva ledningen av ecklesiastikverket. För anskaffande av tillräckliga medel till den kyrkliga verksamheten upptogs i åtskilliga år över hela riket kollekter till lappskolorna, varjämte ständerna åtog sig en särskild bevillning av 1 öre smt av varje matlag i riket 1739–44.